# اخرج منها يا ملعون (رواية)
اخرج منها يا ملعون هي رواية، كتبها الرئيس العراقي الراحل صدام حسين مابين عام 2002 و2003، وتعتبر آخر كتاب كتبه صدام حسين. وترجمت رواية «اخرج منها يا ملعون» إلى لغات أجنبية، منها اللغة اليابانية والتركية والألمانية، وكما حاولت رغد صدام حسين نشر كتاب والدها في الأردن بنحو 100 الف نسخة.